# Les Déesses
Les Déesses (französisch für Die Göttinnen) waren eine französische Zouk-Girlgroup, die hauptsächlich für ihren Hit On a changé aus dem Sommer 2007 bekannt sind. Dieser Titel erreichte Platz 5 und hielt sich 21 Wochen in den Charts.
Nachdem die Gruppe ein Album (Saveurs exotiques) und eine zweite Single mit dem gleichen Titel veröffentlicht hatte, trennte sie sich Anfang 2008.
Die Leadsängerin Lylah hat im November 2009 ein Soloalbum (Avec ou sans toi) und eine Single (Ne t'arrête pas) veröffentlicht.

## Diskografie

### Alben
| Jahr | Titel             | Höchstplatzierung, Gesamtwochen, AuszeichnungChartsChartplatzierungen (Jahr, Titel, Platzierungen, Wochen, Auszeichnungen, Anmerkungen) | Anmerkungen                |
| Jahr | Titel             | FR | Anmerkungen                |
| ---- | ----------------- | --- | -------------------------- |
| 2007 | Saveurs exotiques | FR39 (18 Wo.)FR | Erstveröffentlichung: 2007 |

### Singles
| Jahr | Titel Album                   | Höchstplatzierung, Gesamtwochen, AuszeichnungChartsChartplatzierungen (Jahr, Titel, Album, Platzierungen, Wochen, Auszeichnungen, Anmerkungen) | Anmerkungen                |
| Jahr | Titel Album                   | FR | Anmerkungen                |
| ---- | ----------------------------- | --- | -------------------------- |
| 2007 | On a changé Saveurs exotiques | FR5 (21 Wo.)FR | Erstveröffentlichung: 2007 |
| 2007 | Saveurs exotiques             | FR11 (28 Wo.)FR | Erstveröffentlichung: 2007 |